# Starkweather (Dakota del Norte)
Starkweather es una ciudad ubicada en el condado de Ramsey en el estado estadounidense de Dakota del Norte. En el censo de 2010 tenía una población de 117 habitantes y una densidad poblacional de 329,74 personas por km².

## Geografía
Starkweather se encuentra ubicada en las coordenadas 48°27′8″N 98°52′44″O / 48.45222, -98.87889. Según la Oficina del Censo de los Estados Unidos, Starkweather tiene una superficie total de 0.35 km², de la cual 0.35 km² corresponden a tierra firme y (0%) 0 km² es agua.

## Demografía
Según el censo de 2010, había 117 personas residiendo en Starkweather. La densidad de población era de 329,74 hab./km². De los 117 habitantes, Starkweather estaba compuesto por el 86.32% blancos, el 0% eran afroamericanos, el 9.4% eran amerindios, el 0% eran asiáticos, el 0% eran isleños del Pacífico, el 0% eran de otras razas y el 4.27% pertenecían a dos o más razas. Del total de la población el 3.42% eran hispanos o latinos de cualquier raza.